# 특정 공포증
특정 공포증(特定恐怖症, 영어: specific phobia)은 특정한 종류의 것에 대한 확연하고 지속적인 공포증이다. 특정 공포증은 불안 장애의 하나로 간주되고 있다. 특정 공포증 환자의 특징은 어떤 특정한 대상이나 상황에 노출되어 있을 때 과도하고 비현실적인 공포감을 느낀다. 따라서 공포감을 느끼는 것을 꺼려하며 피하려는 경향을 보인다. 예를 들어, 개공포증 (Cynophobia, 개), 곤충 공포증 (Entomophobia, 곤충), 뱀공포증 (Ophidiophobia, 뱀) 등이 있다. 직접 원인 (PTSD)의 경우와 환경 등으로부터 영향을 받는 경우가 있다.
이 공포증은 개개인의 삶에서 기능 장애를 일으킬 수 있다.

## 분류
DSM-5(Diagnostic and Statistical Manual of Mental Disorders) 에 따르면 이 공포증은 공포를 느끼는 대상에 따라 그 하위유형을 명시하도록 하고 있다.
- 동물형 - 동물을 대상으로 하는 공포감을 느끼는 경우에 명시한다.
- 상황형 - 높은 장소, 폐쇄된 장소 등 특정 상황에 놓이는 경우 공포감을 느낀다.
- 자연환경형 - 천둥번개와 같은 자연환경에 대한 공포감을 느끼는 경우에 명시한다.
- 혈액-주사-손상형 - 피, 상처 등 신체 손상 및 시체 등과 같은 대상에 공포감을 느끼는 경우 명시한다. 해당 유형은 급격한 심박 및 혈압 상승 후 저하가 뒤따르면서 실신하거나 실신할 것 같은 기분을 느끼는 것을 특징으로 한다.

## 같이 보기
- 공포증 목록
- 분리불안장애
- 불안장애
- 범불안장애